# Jean Delvin
Jean Delvin né à Gand en 1853 et mort en 1922 est un peintre animalier belge, mais aussi dessinateur, graveur, pastelliste et illustrateur.

## Biographie
Il étudie la peinture durant l'époque romantique dans les Académies de Gand avec Théodore Canneel, et de Bruxelles avec Portaels et Alfred Cluysenaar.
Il représente souvent des chevaux dans ses tableaux mais il peint également des marines, des scènes de baignades et des panneaux décoratifs pour l'architecture.
Il participe à l'exécution du panorama de Woerth, illustre "Salammbô" de Gustave Flaubert. C'est un ami intime et un collaborateur de Jacques de Lalaing. Avec Paul Cauchie, il réalise la décoration extérieure du Musée des Beaux-Arts de Gand.
Il fait des voyages d'études à Paris et en Espagne et est nommé professeur à Académie royale des beaux-arts de Gand en 1881, puis directeur de 1902 à 1913. 
En 1883, il est un des membres fondateurs du groupe bruxellois d'avant-garde Les XX mais en démissionne en 1886. Il a ensuite exposé aux salons de La Libre Esthétique. En 1905, il devient membre du cercle anversois L'Art Contemporain (Kunst van Heden).
Réputé pour être un très bon pédagogue, il a eu de nombreux élèves dont Albert Baertsoen, Gustave de Smet, Frans Masereel, George Minne, Karel Van Belle, Frits van den Berghe, Hippolyte Daeye et Clara Voortman. Il a notamment enseigné à deux peintres japonais Kijiro Ota (de) et Torajirō Kojima.

## Expositions
- 1883, Salon Gent
- 1894, Gent, Cercle Artistique et Littéraire
- 1898, Gent, Cercle Artistique et Littéraire
- 1902, Gent, Cercle Artistique et Littéraire
- 1908, Berlijn, Ausstellung Belgischer Kunst : “Karren”
- 1902, Salon van La Libre Esthétique
- 1922, Salon 1922 Gent: retrospectieve
- 1989, Museum voor Schone Kunsten Gent, "De vrienden van Scribe"
- 2010, Museum voor Schone Kunsten Gent: Dossiertentoonstelling naar aanleiding van de 260ste verjaardag van de Koninklijke Academie voor Schone Kunsten.

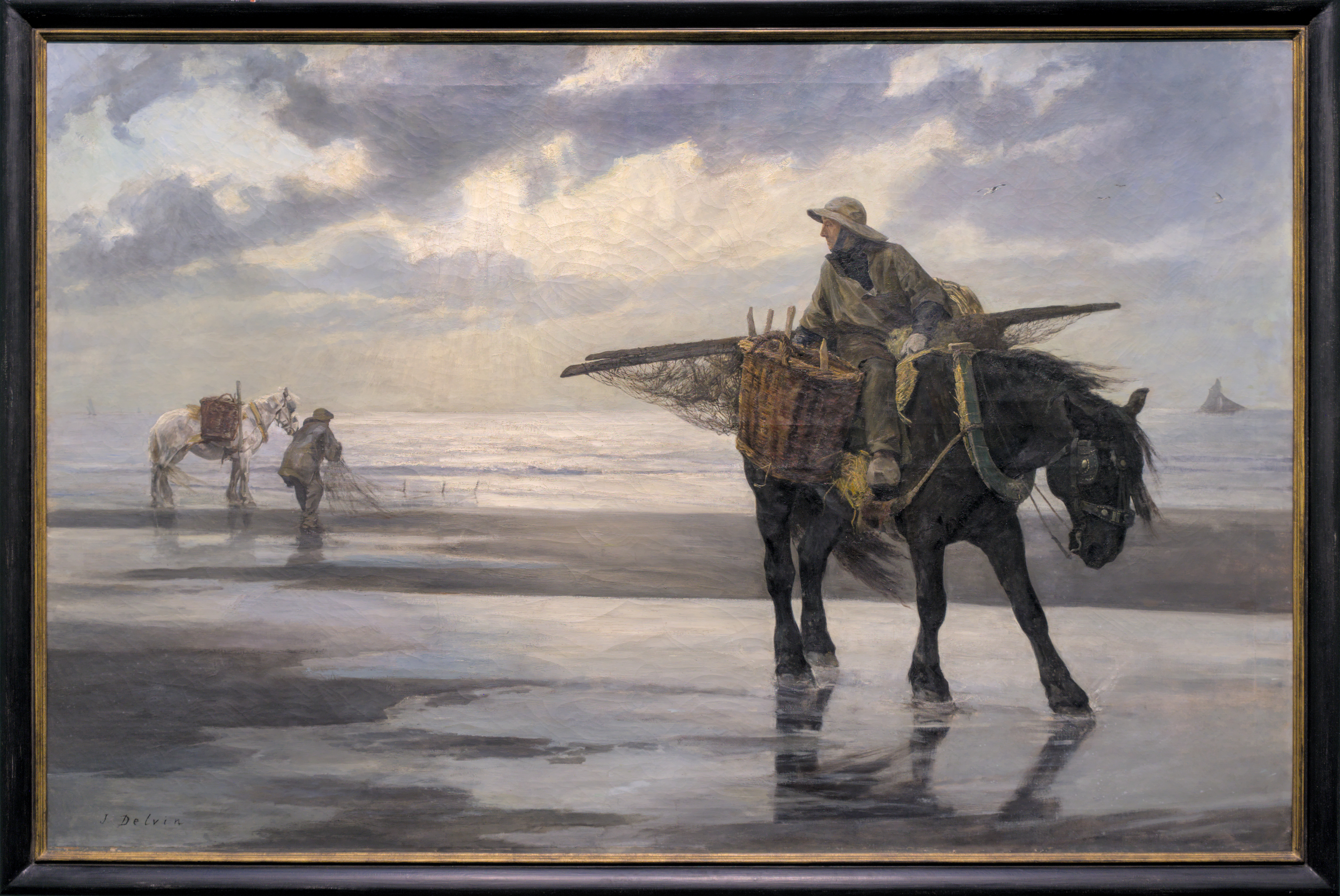
Pêcheur de crevettes à Nieuport
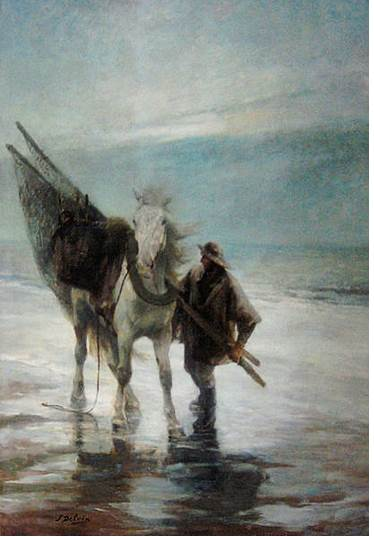
Pêcheur de crevettes à Coxyde, musée national de la pêche, Ostdunkerque, Belgique